# Блад, Томас
Томас Блад (англ. Thomas Blood; 1618 — 24 августа 1680) — офицер англо-ирландского происхождения, прославившийся благодаря попытке похитить королевские регалии Англии из лондонского Тауэра в 1671 году. Как это ни странно, был помилован и даже обласкан королём.

## Биография

### Ранние годы
Родился в Ирландии в обеспеченной и влиятельной семье. Образование получил в Англии, возрасте двадцати лет женился. Принял участие в гражданской войне в Англии, причём сначала на стороне роялистов и сторонников Карла I, а затем перешёл на сторону Кромвеля, за службу которому был награждён земельными правами и должностью мирового судьи. После реставрации монархии бежал в Ирландию и разорился, так как его пожалования были отменены новыми законами. В ответ на это Блад, опираясь на республиканцев-кромвелитов, попытался устроить в Ирландии мятеж против новых-старых порядков.

### Ирландская неудовлетворённость
Блад с сообщниками собирались захватить Дублинский замок, узурпировать власть и похитить ради выкупа Джеймса Батлера, 1-го герцога Ормонда. Заговор был раскрыт в последний момент. Томас и большинство других бежали в Голландию, но некоторые заговорщики были пойманы властями и казнены. Есть мнение, что с этого момента Блад возненавидел Ормонда.
Скрываясь в Нидерландах, Блад обрёл покровительство знатных лиц, в том числе адмирала де Рюйтера. В 1670 году, находясь в розыске, вернулся в Англию и попытался организовать похищение Ормонда в Лондоне с последующей его показательной казнью. Однако герцогу удалось сбежать от уже схвативших его на улице бандитов при помощи слуги.

### Похищение драгоценностей
В апреле или мае 1671 Томас посетил Тауэр для рекогносцировки. Он был одет священником и сопровождал женщину, которая притворялась его женой. Коронные регалии в то время можно было увидеть за небольшую плату. Показывал их посетителям хранитель королевских драгоценностей. Во время визита в Тауэр спутница Блада симулировала колику и её отвели в помещения, где свеженазначенный 77-летний хранитель Тальбот Эдвардс жил со своей женой. После того, как приступ «прошёл», сообщники поблагодарили Эдвардсов и ушли.
Вскоре «Блады» посетили Эдвардсов снова, чтобы поблагодарить жену хранителя за заботу и подарить паре две пары перчаток. Они подружились и даже вели переговоры о том, чтобы породниться — вымышленный племянник Блада должен был взять в жёны дочь Эдвардса и получить за ней хорошее приданое.
9 мая 1671 года Блад убедил Эдвардса показать королевские регалии ему, его «племяннику» и сообщникам, пока они ждали обеда, который должна была накрыть миссис Эдвардс. Когда они прошли в помещение, где драгоценности хранились за решёткой, бандиты напали на Эдвардса, оглушили, ранили и повалили его на пол, а затем связали и заткнули рот. Они вскрыли решётку и повредили королевские регалии при помощи инструментов, стараясь придать им форму, позволившую бы спрятать массивные драгоценности под одеждой.
Обстоятельства задержания Блада с сообщниками различаются от источника к источнику. По одним отчётам, старый хранитель оказал сопротивление и закричал «Treason! Murder! The crown is stolen!» («Измена! Убийство! Корона украдена!»), подняв тревогу, а его родственники пришли на помощь, после чего преступники не смогли скрыться от охраны Тауэра на лошадях, хотя и стреляли из карманных пистолетов, ранив одного из стражников. По другим, они не смогли покинуть башню, либо же Томас Блад был арестован уже в городе, в пабе (приводилось даже название заведения). Так или иначе, повреждённые регалии были возвращены на место, хотя несколько камней при этом потерялись или исчезли.

### Последние годы
Хотя в Англии того времени казнили и за гораздо меньшее, Карл II решил помиловать Блада. Почему он это сделал, достоверно неизвестно. Называются причины от личного впечатления, которое преступник произвёл на монарха при их разговоре до опасений бунта его возможных сторонников и симпатантов. Также есть мнение, что короля впечатлила «оценка» регалий преступником всего лишь в 6000 фунтов, в то время, как за их изготовление было в реальности заплачено во много раз больше. Так или иначе, Томас был помилован королём и даже получил доход, а также начал регулярно бывать при дворе. При этом он продолжил враждовать с Ормондом и его сторонниками.

### Смерть
В июле 1680 Томас Блад был освобождён из тюрьмы, но уже в августе впал в кому и вскоре скончался.
Ходили слухи, что он фальсифицировал собственную смерть, чтобы не платить Бэкингему присужденные судом 10 000 фунтов за допущенные Бладом оскорбительные комментарии.
Потомки Томаса Блада стали известными людьми в Англии и Ирландии. Так, его сын Холкрофт Блад дослужился до бригадного генерала и командовал артиллерией при Бленхейме.

## В культуре
- Фильм 1934 года Colonel Blood
- Несколько фильмов под названием Captain Blood, которые вольно обращаясь с фактами повествуют об истории похищения королевских регалий
- Майкл Уайлдинг сыграл Блада в эпизоде «The Trial of Colonel Blood» (NBC, The Joseph Cotten Show) в 1957.
- Сюжет настольной игры Outrage! основан также на краже Бладом драгоценных реликвий
- Роман Фрейзера «Пираты»
- Частично на Томасе Бладе основан и «Капитан Блад» Сабатини
- Появляется в комиксе Defoe[12].
- 2014 — Walt Disney Pictures выпустили фильм Muppets Most Wanted, где Блад кратко упоминается отсылкой к его знаменитому преступлению.
- Книга Д. Уиллиамса Gangsta Granny.